# Société théosophique
 (juillet 2025).
- Si vous ne connaissez pas le sujet, laissez ce bandeau (vous pouvez alors contacter les auteurs).
- Si vous supprimez le contenu mis en cause (vous pouvez préalablement contacter les auteurs),

argumentez précisément cette suppression dans la page de discussion
(un manque de référence n'est pas un argument ; une recherche réelle de référence doit avoir été effectuée, être formellement documentée).
 (juin 2018).

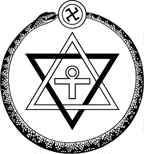
Emblème de la Société théosophique.

La Société théosophique est une association internationale prônant la renaissance du principe théosophique remontant à l'Antiquité grecque selon lequel toutes les religions et philosophies possèdent un aspect d'une vérité plus universelle. Sa devise est : « il n'y a pas de religion supérieure à la vérité ».
Son enseignement consiste en un syncrétisme liant le bouddhisme, l'hindouisme, l'ésotérisme, et de manière générale toutes les autres traditions religieuses.
Elle fut fondée à New York le 17 novembre 1875, par Helena Petrovna Blavatsky, ainsi que par le colonel Henry Steel Olcott et William Quan Judge. Ses quartiers généraux furent établis en Inde à Adyar (Chennai).
Elle a influencé un certain nombre de personnalités dont Gandhi, et fut l'objet de persécutions et de critiques au cours de son histoire.
Malgré un certain nombre de crises et de scissions (notamment après l'affaire Krishnamurti), l'organisation reste présente sur tous les continents et possède des sections nationales dans une cinquantaine de pays.

## Principes
Les principes de la Société théosophique tels qu'exposés dans sa brochure publiée en 1979 :

### Les trois buts
La Société théosophique est une organisation internationale ayant pour but de :
1. Former un noyau de la fraternité universelle de l'humanité, sans distinction de race, credo, sexe, caste ou couleur ;
2. Encourager l'étude comparée des religions, des philosophies et des sciences ;
3. Étudier les lois inexpliquées de la nature et les pouvoirs latents dans l'homme.

L'opinion religieuse n'est pas demandée aux nouveaux membres entrant dans la société.
La société n'a pas de dogme, et ne désigne donc pas d'hérétiques. Personne n'en est exclu pour ne pas croire à tel ou tel enseignement théosophique. On peut même les repousser tous, sauf le principe de fraternité humaine, et cependant revendiquer dans ses rangs une place et des droits.
L'avenir de la société est lié à l'obligation d'abriter en elle-même la plus large diversité d'opinion sur toutes les questions compatibles avec une divergence d'idées. Il n'est pas souhaitable qu'elle soit l'asile d'une seule école de pensée.
À chacun de ses membres incombe le devoir de préserver pour lui-même et pour les autres l'indépendance intellectuelle. La Société théosophique est la « servante de la sagesse divine ». Elle a pour devise : « aucune religion n'est au-dessus de la vérité ».

### Les trois vérités
1. « Le principe qui donne la vie habite en nous et hors de nous ; il est immortel et éternellement bienfaisant. Il ne peut être vu ni entendu mais celui qui aspire à le percevoir le perçoit. »
2. « L'âme de l'homme est immortelle, et son avenir est d'une gloire et d'une splendeur sans limites. »
3. « Une loi divine de justice absolue karma gouverne le monde, en sorte que chacun est en vérité son propre juge. […]

Nous devons distinguer entre Dieu considéré comme l'existence infinie, l'Absolu Brahman, le Tout, et la manifestation de cette existence unique, c'est-à-dire le Dieu révélé, le Logos, le Verbe qui développe et dirige l'univers. »
À chacune de ces grandes vérités se rattachent d'autres, secondaires et complémentaires.

## Histoire

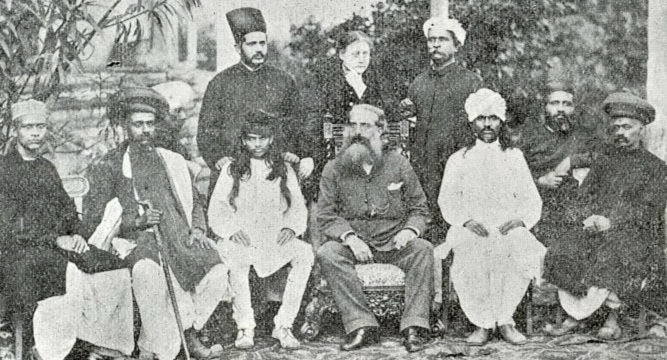
Helena Blavatsky (au centre, debout), Henry Steel Olcott (au centre, assis) et Damodar Mavalankar (3e de gauche) à un congrès de la Société de théosophie à Bombay (Mumbai) en 1881.

La Société théosophique fut fondée à New York le 17 novembre 1875, par Helena Petrovna Blavatsky, ainsi que par le colonel Henry Steel Olcott, William Quan Judge, Charles Sotheran, le docteur Seth Pancoast, George H. Felt et quelques autres.
La doctrine théosophique repose à ses débuts sur l'enseignement allégué de deux mahatmas (maîtres de sagesse) indiens connus sous les noms de Moryah et Koot Hoomi (K. H.), avec qui Helena Blavatsky affirmait être en contact. Après des études personnelles poussées et différents voyages, Blavatsky publie La Doctrine secrète en 1888, ouvrage volumineux qui sera la base de son enseignement ésotérique.
Ses quartiers généraux furent établis en Inde, d'abord à Bénarès puis à Adyar (près de Madras).
Elle compte alors parmi ses plus éminents membres Charles Leadbeater, Annie Besant, Francesca Arundale et Rudolf Steiner.
Annie Besant succéda au colonel Olcott à la tête de la Société théosophique de 1907 à 1933, et donna au mouvement une impulsion mondiale.
Curuppumullage Jinarajadasa (1875-1953), franc-maçon d'obédience du Droit humain et théosophe fut président de la Société théosophique à Adyar de 1946 à 1953. En 1949, il fonda à Adyar (en banlieue de Chennai) l'École de sagesse (School of Wisdom).
Nilakanta Sri Ram fut le cinquième président de 1953 à sa mort en 1973.
Malgré un certain nombre de crises et de scissions, notamment après l'affaire Krishnamurti, l'organisation reste présente sur tous les continents et possède des sections nationales dans une cinquantaine de pays.
Elle était présidée par Radha Burnier (en) jusqu’à la mort de cette dernière en 2013. Tim Boyd lui succéda en 2014.

### Jiddu Krishnamurti
En 1908, Annie Besant et C. W. Leadbeater découvrent le jeune Jiddu Krishnamurti en qui ils voient le futur « instructeur du monde ». La Société théosophique mène alors une campagne intense destinée à le promouvoir.
Krishnamurti gagne toutefois en indépendance et se détache progressivement de l'influence de la société.
Quelques années plus tard, cette annonce et les événements suivants provoquent des scissions : notamment Rudolf Steiner qui fonde à Berlin en 1913 la Société anthroposophique, et Mario Roso de Luna qui fonde le mouvement Schola Philosophicae Initiationis à Madrid en 1928.
En août 1929, Krishnamurti décide de dissoudre l'organisation mondiale établie en 1913 pour le soutenir et qui avait été appelée « l'ordre de l'Étoile du matin ». Selon Mary Lutyens, le dernier lien avec la Société théosophique fut rompu avec la mort d'Annie Besant, sa mère adoptive, en 1933. Krishnamurti passe le reste de sa vie à faire des conférences où il exposait sa vision personnelle de la spiritualité et de la connaissance de soi.
La pensée de Krishnamurti est résumée dans son texte de 1980, Le Cœur des enseignements. Il se fonde sur sa citation de 1929, selon laquelle « la vérité est un pays sans chemin ». L'acquisition de cette « vérité » (qu'il appelait aussi « l'art de voir ») ne peut, selon lui, se faire au travers d'aucune organisation, d'aucun credo, d'aucun dogme, ni de prêtre ou de rituel, ni à travers aucune philosophie ou une quelconque technique psychologique. Il se disait aussi libre de toute nationalité (comme de toute culture ou religion) parce que selon lui, l'attachement à la nationalité, à une culture ou à une religion provoque la séparation qui est à son tour à l'origine des conflits.

### Persécutions
Les mouvements théosophiques se voient dès 1935 persécutés à l'égal de la franc-maçonnerie par le pouvoir nazi.
En France, le siège de la Société de théosophie, 4, square Rapp à Paris (7e) se voit réquisitionné et devient un service anti-maçonnique et anti-sectes de la Préfecture de police dirigé par le commissaire spécial Georges Moerschel (le 22 mai 1947, il sera condamné aux travaux forcés à perpétuité. 
Aux Pays-Bas, à Ommen, un camp de vacances fondé par les théosophes et Jiddu Krishnamurti est réquisitionné pour servir de camp de concentration. La transformation du camp d'Ommen en camp de concentration commence le 13 juin 1941. Les premiers prisonniers arrivèrent dès le 19 juin 1942.
En Espagne durant la dictature franquiste, le théosophe Eduardo Alfonso fut jugé conformément à la « loi pour la répression de la franc-maçonnerie et du communisme » et condamné à plusieurs années de captivité passées dans la prison de Burgos de 1942 à 1948. Après avoir accompli sa condamnation, Eduardo Alfonso a été exilé en Amérique latine jusqu'à 1966, date à laquelle il est revenu dans son pays.[réf. nécessaire]

## Influences, personnalités et critiques

### Personnalités influencées
Le mahatma Mohandas Karamchand Gandhi confiait à son biographe Louis Fischer son admiration pour la théosophie : « La théosophie est la fraternité des hommes […]. C'est l'hindouisme dans ce qu'il a de meilleur ». Il déclara à Fischer, que sa rencontre avec les théosophes éveilla en lui sa mission de libérateur de l’Inde.
Sylvia Cranston, membre de la Société théosophique et biographe d'Helena Blavatsky, écrit qu'Albert Einstein possédait un exemplaire de La Doctrine secrète d'Helena Blavatsky — selon le témoignage de la nièce du chercheur, ainsi que celui d'un dénommé Jack Brown lui ayant rendu visite en 1935 — dans lequel il aurait dit avoir trouvé des « observations intéressantes ». Pour ce même auteur, il aurait connu cette œuvre soit par ses échanges avec l'astronome théosophe suédois Gustav Strömberg soit par l'intermédiaire du physicien Robert Millikan qui fut, quant à lui, « profondément intéressé » par La Doctrine Secrète.
Des artistes ont été inspirés par les doctrines de la théosophie, comme les compositeurs Ruth Crawford Seeger, Dane Rudhyar, Cyril Scott et Alexandre Scriabine. Dans le domaine des arts picturaux et de la littérature, les théories théosophiques eurent du succès, comme auprès de James Ensor, Wassily Kandinsky, Bucura Dumbravă, Lotus de Païni, Piet Mondrian, Adolf Robbi, Jackson Pollock, Franz Kafka, George William Russell ou William Butler Yeats.
La théosophie moderne aurait touché dans sa jeunesse londonienne l'exploratrice et tibétologue Alexandra David-Néel et l'aurait incitée à explorer l'Asie. Elle aurait même vécu un certain temps dans une maison au siège international de la Société théosophique à Adyar en Inde, dont elle décrit les adeptes avec une certaine ironie dans un livre posthume, Le sortilège du mystère.

### Races-racines
Certains auteurs comme Nicholas Goodrick-Clarke pensent qu'Adolf Hitler aurait été inspiré par le livre La Doctrine secrète d'Helena Blavatsky, et qu'il en aurait tiré une interprétation erronée du concept de race aryenne et de sa suprématie, notamment à partir du chapitre IV du volume 3, Création des premières races où elle décrit les différentes races-racines qui correspondraient selon elle à différents continents hypothétiquement disparus (Hyperborée, Lémurie, Atlantide). Or les « vagues de vie » auxquelles elle fait référence dans la Doctrine Secrète s'étendent sur des dizaines de millions d'années, et elle condamna fermement, au nom de la théosophie, toute forme de racisme quel qu'il soit cherchant à promouvoir une fraternité universelle. L'influence de Blavastky sur plusieurs nazis qui étaient ses admirateurs est attestée : Guido von List (1848-1919) et Jörg Lanz von Liebenfels, occultistes autrichiens, Rudolf von Sebottendorf qui est le fondateur de la Société Thulé, Karl Haushofer, ou encore Dietrich Eckart, à qui Hitler dédiera son Mein Kampf et qui déclarait avoir initié ce dernier au livre La Doctrine secrète.

### Point de vue de René Guénon
Parmi les opposants à la théosophie moderne, René Guénon est un des plus virulents. Dans la seconde édition de 1928 du livre Le Théosophisme, histoire d'une pseudo-religion (1921), il déclare en note additionnelle : « … voyant dans le théosophisme une erreur des plus dangereuses pour la mentalité contemporaine, nous avons estimé qu'il convenait de dénoncer cette erreur au moment où, par suite du déséquilibre causé par la guerre, elle prenait une extension qu'elle n'avait jamais eue jusque-là… ».
Guénon établit dans son ouvrage une distinction entre « théosophie » et « théosophisme ». Dans l'avant-propos, il écrit : « Nous devons avant tout justifier le mot usité qui sert de titre à cette étude : pourquoi « théosophisme » et non « théosophie » ? C'est que, pour nous, ces deux mots désignent deux choses très différentes, et qu'il importe de dissiper, même au prix d'un néologisme ou de ce qui peut paraître tel, la confusion que doit naturellement produire la similitude d'appellation. […] En effet, bien antérieurement à la création de la Société dite théosophique, le vocable de théosophie servait de dénomination commune à des doctrines assez diverses, mais appartenant cependant toutes à un même type, ou du moins procédant d'un même ensemble de tendances ; il convient donc de lui garder la signification qu'il a historiquement. »

Il précise aussi au début de L'Homme et son devenir selon le Vêdânta : 

« Si les prétendus théosophes dont parle M. Oltramare ignorent à peu près tout des doctrines hindoues et ne leur ont emprunté que des mots qu’ils emploient à tort et à travers, ils ne se rattachent pas davantage à la véritable théosophie, même occidentale ; et c’est pourquoi nous tenons à distinguer soigneusement « théosophie » et « théosophisme ». Mais, laissant de côté le théosophisme, nous dirons qu’aucune doctrine hindoue, ou même plus généralement aucune doctrine orientale, n’a avec la théosophie assez de points communs pour qu’on puisse lui donner le même nom ; cela résulte immédiatement du fait que ce vocable désigne exclusivement des conceptions d’inspiration mystique, donc religieuse, et même spécifiquement chrétienne. La théosophie est chose proprement occidentale ; pourquoi vouloir appliquer ce même mot à des doctrines pour lesquelles il n’est pas fait, et auxquelles il ne convient pas beaucoup mieux que les étiquettes des systèmes philosophiques de l’Occident ? »

— René Guénon, L'Homme et son devenir selon le Vêdânta (1925)
Une critique de cet ouvrage de Guénon a paru en 1922, signée "Paul Bertrand", pseudonyme du professeur universitaire suisse Georges Méautis.
Selon Frédéric Lenoir, « même si Guénon est parfois injuste dans sa critique implacable de la Société théosophique — cette critique part aussi d'une position spirituelle bien précise —, nous nous rangeons à sa conclusion selon laquelle « le théosophisme ne représente absolument rien de la pensée orientale authentique ». Le bouddhisme n'est ici qu'un alibi pour présenter une doctrine qui reste fondamentalement marquée du sceau de la tradition occidentale, notamment chrétienne. [...] Le théosophisme est sans doute le premier syncrétisme christiano-bouddhiste de l’histoire [...]. Même si le résultat peut légitimement être jugé désastreux par les représentants des systèmes religieux concernés [...] il n'en demeure pas moins, pour l'historien comme pour le sociologue, un moment important de l'histoire moderne des idées religieuses. »

## Membres illustres

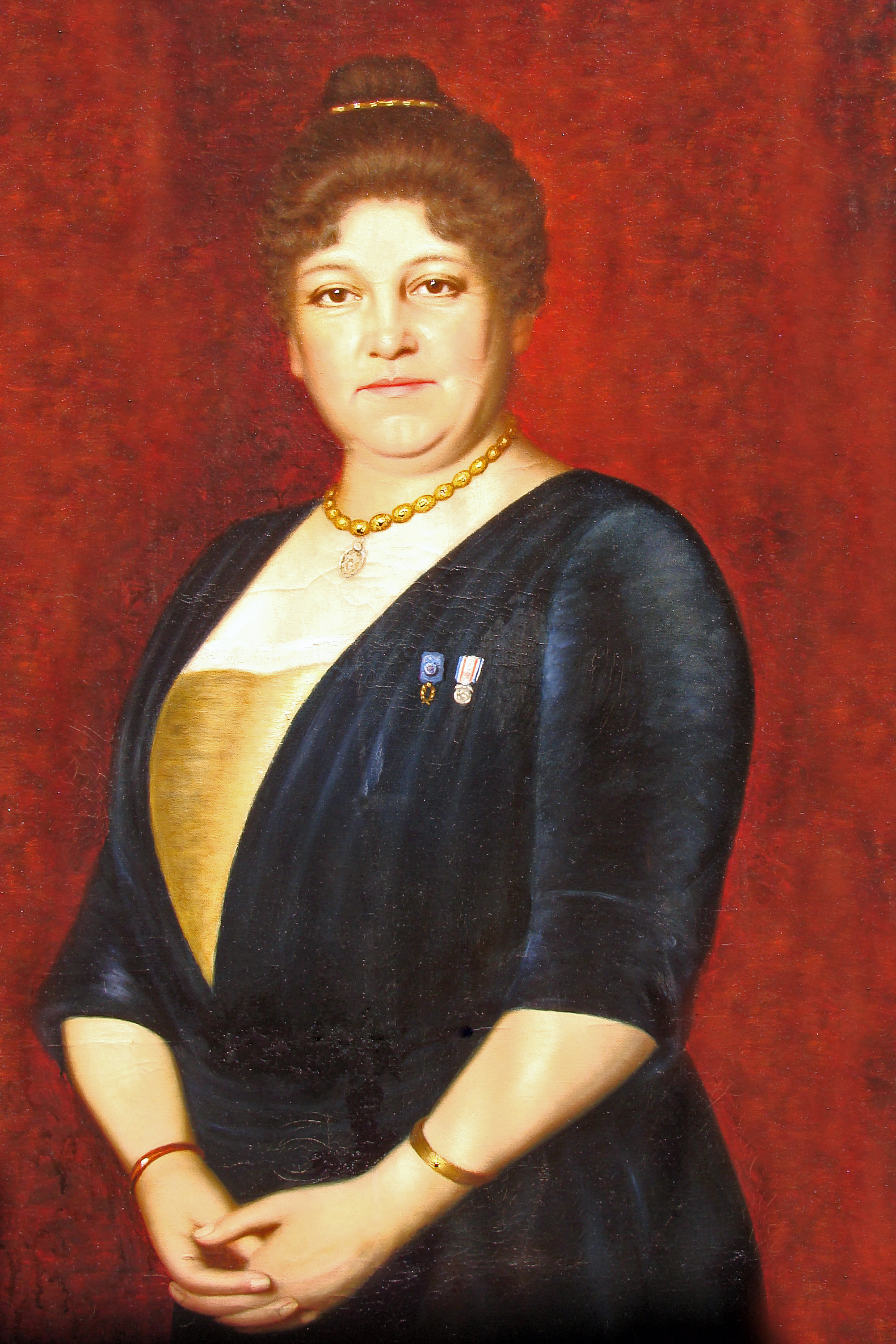
Marthe North-Siegfried (1866-1939).

Membres illustres de la Société théosophique :
- en art : Hilma af Klint ; Piet Mondrian; Gabriel Ferrier ; Nicolas Roerich ; Vassily Kandinsky ;
- en ésotérisme : Jules Denis dit le Baron du Potet, Annie Besant, W. B. Yeats, Rudolf Steiner, Boris Mouravieff, Anna Kingsford, Charles Carleton Massey, William Quan Judge, Damodar Mavalankar, Papus ;
- en littérature : W. B. Yeats, George William Russell, Édouard Schuré, Serge Brisy ;
- en philosophie : Jiddu Krishnamurti ;
- en politique : A. O. Hume (fondateur du Parti du Congrès) ;
- en science : Thomas Edison, William Crookes, Camille Flammarion ;
- domaine philanthropique : Caroline Marthe North-Siegfried (1866-1939), présidente et fondatrice de la Croix-Rouge dans les départements du Bas-Rhin et du Haut-Rhin, présidente et fondatrice de la Société de Protection des Animaux à Strasbourg, Officier de l'instruction publique, médaille de la Reconnaissance française (1920). Elle soutint activement des œuvres pour aveugles, la léproserie de Valbonne (Gard), le Foyer de la jeune fille et l'Armée du salut de Strasbourg. Elle fonda en 1920 la Bibliothèque Pythagore de Strasbourg, association philosophique et humanitaire. Elle repose au cimetière de Strasbourg-Cronenbourg et sa tombe est toujours fleurie.

## Section française

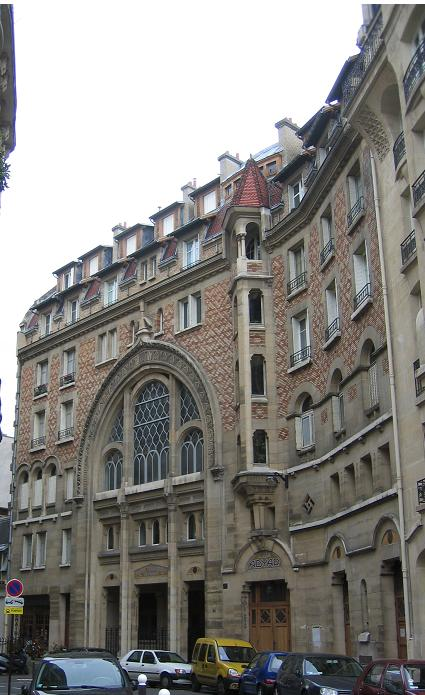
Bâtiment de la section française de la Société théosophique, situé dans le 7e arrondissement de Paris.

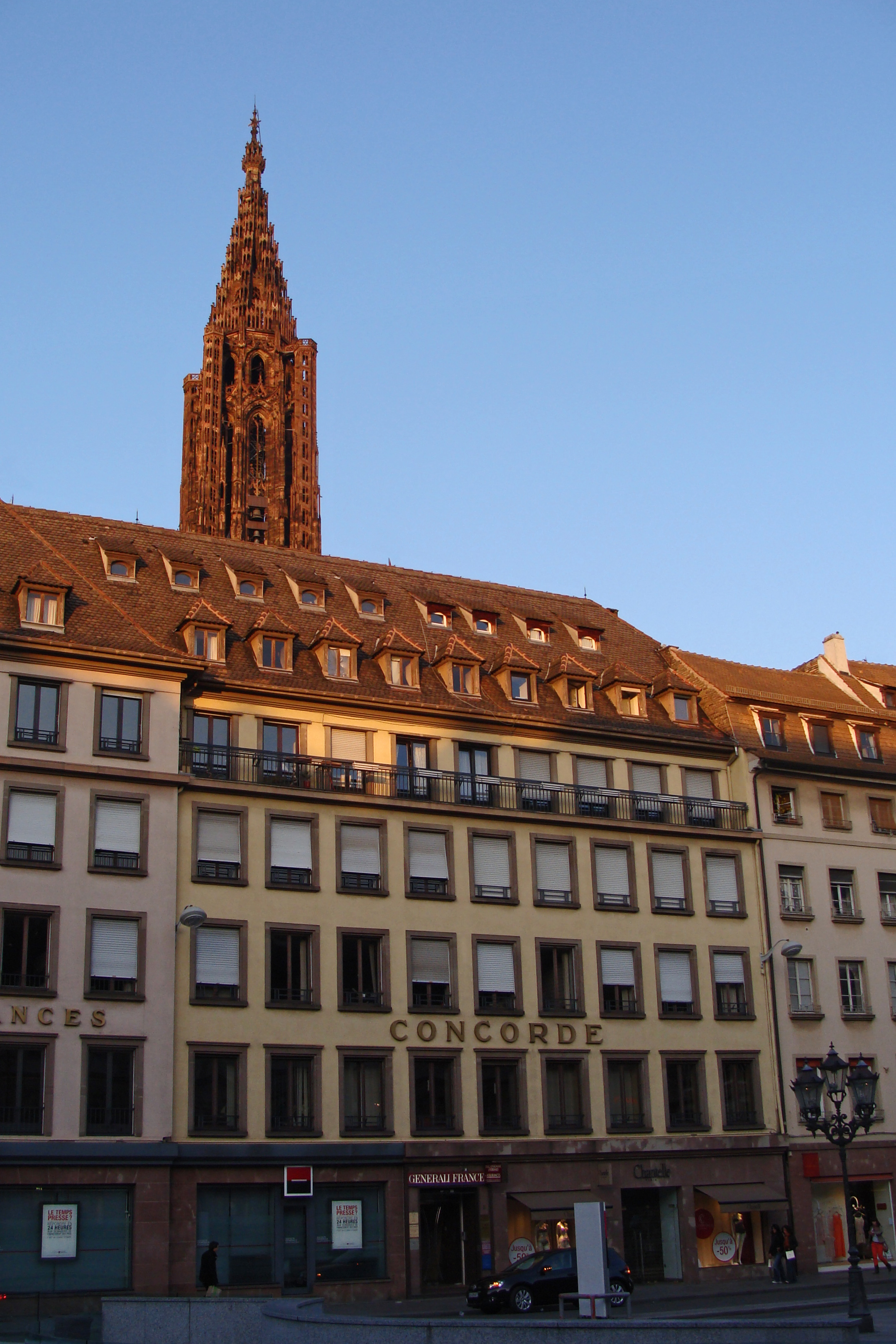
Immeuble place Gutenberg à Strasbourg, siège de la Bibliothèque Pythagore et de la section de la Société théosophique.

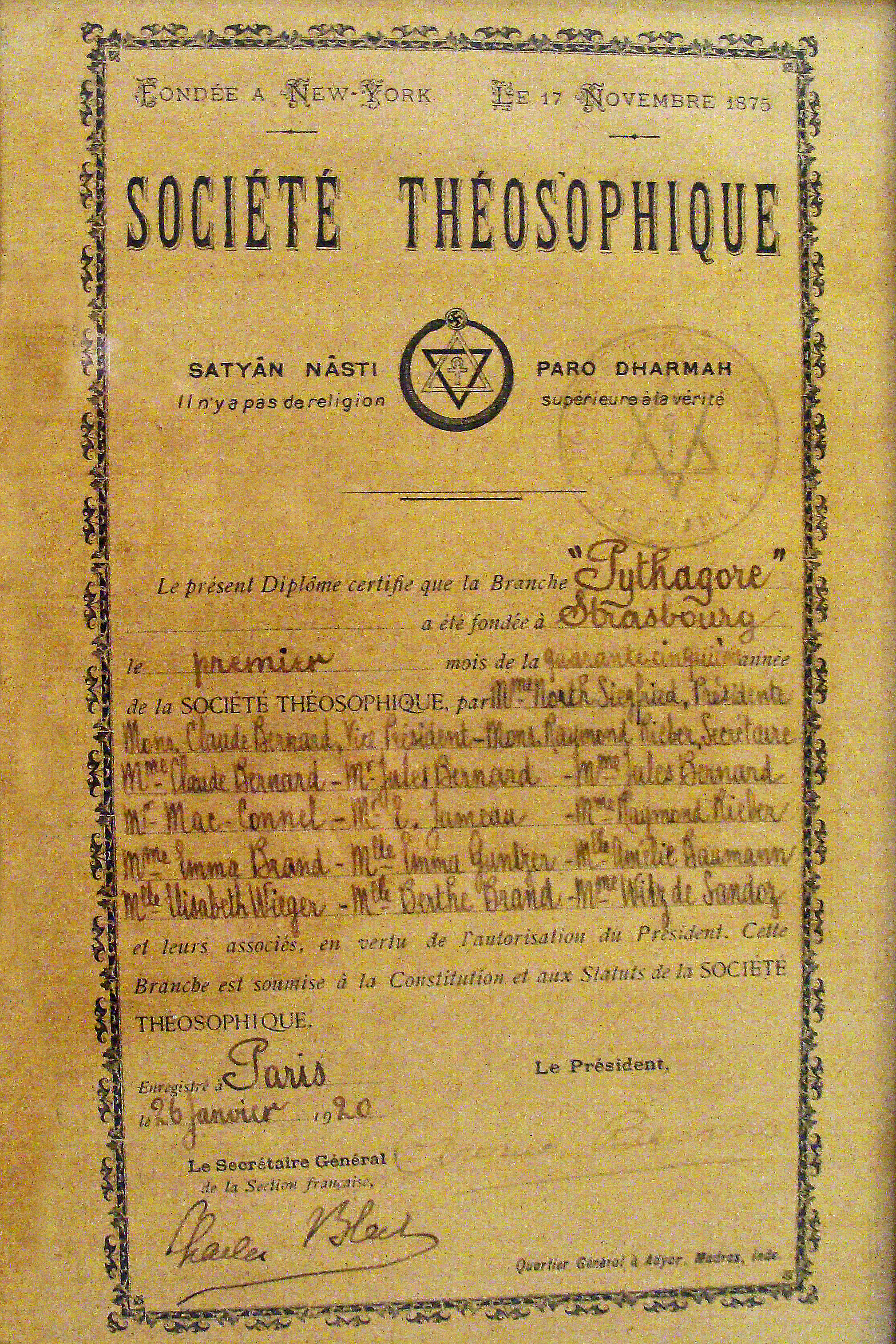
Diplôme fondateur de la branche « Pythagore » de Strasbourg le 26 janvier 1920

- Arthur Arnould en est président dans les années 1890.
- La section française a son quartier général au 4, square Rapp à Paris (7e) depuis 1920. Elle a fêté son centenaire en 1999.
- Il existe une section autonome très ancienne de la Société théosophique à Strasbourg fondée dès 1920 par Caroline Marthe North-Siegfried (1866-1939) : l'Association philosophique et humanitaire de la bibliothèque Pythagore, qui a son siège 2 rue des Hallebardes.

#### Ouvrages
- Helena Blavatsky, Isis Unveiled, 1877, 2 vol. ; trad. : Isis dévoilée, Adyar, 3 vol. [lire en ligne]
- Helena Blavatsky, The Secret Doctrine, 1888, vol. I et II en 4 t. (+ vol. III en 2 t. arrangés par Annie Besant en 1897) ; trad. : La Doctrine Secrète, Adyar, 4 vol. télécharger en pdf
- Helena Blavatsky, Clef de la Théosophie [The key to thesophy, Londres, 1889] augmentée du Glossaire de l’édition 1890.)
- Annie Besant, Why I became a Theosophist, 1925 ; trad. : Pourquoi je suis devenue théosophe, Adyar
- C. W. Leadbeater, Une esquisse de la théosophie [lire en ligne]
- Colonel Henry Steel Olcott, Old Diary Leaves, 1972-1975, 6 t. ; trad. : Histoire authentique de la Société théosophique, Publications théosophiques, 1909 [lire en ligne], désormais disponible en français sous le titre À la découverte de l'occulte aux éditions Adyar, 1994.
- Théophile Pascal, A. B. C. de la théosophie, Publications théosophiques, 1906 (2e édition revue et corrigée) [lire en ligne]

#### Études
- (en) B. F. Campbell, Ancient Wisdom Revived, University of California Press, 1980
- René Guénon, Le théosophisme, histoire d'une pseudo-religion, 1921
- Jacques Lantier, La théosophie, Culture, Arts, Loisirs, 1970
- Peter Washingtton, La saga théosophique. De Blavatsky à Krishnamurti (1993), Chambéry, Éditions Exergue, 1999
- Pierre Mollier, Adyar, Occulte « Gate of India », Politica Hermetica, no 7, 1993, p. 65-75 (1993)
- (en) Joscelyn Godwin, The Beginnings of Theosophy in France, Londres, Theosophical History Center, 1989.
- Marie-José Delalande: Le mouvement théosophique en France, 1871-1921, doctorat d'histoire, Université du Maine, 2007.
- Denis Andro, « L'utopie théosophique. Autour des socialistes des débuts de la Société théosophique en France », Cahiers Charles Fourier no 22, 2011 (en ligne).